# Kaplica św. Jana Nepomucena w Kromołowie
Kaplica Świętego Jana Nepomucena – świątynia znajdująca się w Kromołowie - dzielnicy Zawiercia nad źródłem rzeki Warty, wpisana do gminnej ewidencji zabytków.

## Historia
W 1790 roku w pożarze Kromołowa spłonęła poprzednia kapliczka stojąca w tym miejscu. Obecną wymurowano w 1803 roku. W niezmienionej formie przetrwała do 1988 roku, kiedy w związku z podniesieniem się poziomu ulic, zdecydowano się ją rozebrać i podnieść o jeden metr. Po podniesieniu została dokładnie odtworzona.
Obiekt został wpisany do gminnej ewidencji zabytków gminy Zawiercie.

## Architektura i wystrój
Kaplica zbudowana z cegły ma kształt ośmiobocznej bryły Dach przykryty jest metalową blachą, a na szczycie znajduje się sygnaturka zakończona krzyżem. We wnętrzu na ołtarzu wisi obraz św. Tekli, po lewej stoi figura Świętego Jacka, a po prawej Świętego Jana Nepomucena. W 1988 roku przeprowadzono gruntowny remont. Kapliczkę rozebrano do fundamentów i przebudowano z pewnymi zmianami. Podniesiono fundament o 1 m, uzupełniając izolację pionową oraz zrezygnowano z ozdobnego ułożenia cegieł nad wejściem.

### Źródło Warty
Warta wypływa na zewnątrz w pobliżu remizy. Kaplica jest na co dzień zamknięta. W latach 1912 i 1966 Warta na tym odcinku wezbrała do wysokości połowy domostw w okolicy.